# Мастоцитоз
Мастоцитоз — редкое заболевание, характеризующееся разрастанием и накоплением тучных клеток в тканях организма и/или костном мозге.

## Эпидемиология
Частота этой патологии составляет один случай на 1000-8000 новых пациентов дерматологической клиники. Мастоцитоз поражает представителей всех рас, мужчины и женщины болеют с одинаковой частотой.
Пик заболеваемости приходится на первый год жизни и раннее детство, а второй пик — на средний возраст. Течение заболевания может быть доброкачественным, с минимальной транзиторной симптоматикой, которая может никогда не заставить больного обратиться за медицинской помощью, или представлять угрозу для жизни больного.

## Разновидности
Обычно выделяют следующие разновидности заболевания:
- Кожный мастоцитоз
- Системный мастоцитоз поражает также костный мозг либо другие внутренние органы.
  - Вялотекущий СМ
  - Агрессивный СМ
  - Лейкемический СМ

## Симптомы
Характерные симптомы мастоцитоза включают:
- Переутомление
- Кожное раздражение, зуд, дермографизм
- Тошнота и рвота
- Диарея
- Депрессия
- Головная боль
- Боли в костях и мышцах
- Пониженное кровяное давление и обмороки

## Лечение
В настоящее время не существует методик лечения мастоцитоза, однако используются методики, направленные на облегчение его симптомов. Проводятся исследования возможности лечения мастоцитоза путём пересадки стволовых клеток.